# Heidelberger Ruderklub 1872 e.V.
Maillots
Actualités
Dernière mise à jour : 28 septembre 2023.
Le Heidelberger Ruderklub 1872 e.V., ou plus simplement Heidelberger RK (abrégé HRK), est un club omnisports allemand, avec une section aviron et une de rugby à XV évoluant en 2023-2024 en championnat d'Allemagne de rugby à XV de deuxième division. Il est basé à Heidelberg. À l'origine, la section aviron se pratiquait l'été et le rugby l'hiver. Depuis plusieurs décennies, les deux sections sont pratiquement indépendantes.

## Histoire
Les sociétaires de la Bootsgemeinschaft Bismarck fondent le 9 mai 1872 le Deutscher Flaggen-Club. En 1875, tous les clubs d'aviron de Heidelberg fusionnent sous le nom de Heidelberger Ruderklub. En 1880, ils gagnent la première régate extérieure. En 1928, Bender et Rudi Wild participent aux Jeux olympiques à Amsterdam. En 2000, le neuvième hangar de bateaux fut inauguré.
La première équipe allemande de rugby voit le jour au Neuenheimer Feld - appelé maintenant en allemand Ruprecht-Karls-Universität Heidelberg . En 1850, le rugby commence à attirer les étudiants. Les étudiants sous la direction du professeur Edward Hill Ullrich créent la section de rugby du « Heidelberger Ruderklub von 1872 » (HRK), qui est aujourd'hui le doyen des clubs de rugby à XV allemands.
En 2006-2007, l'équipe termine septième sur huit du Championnat d'Allemagne de rugby à XV de première division et le club est rétrogradé en deuxième division.
Le club compte aujourd'hui 700 membres, dont 250 joueurs de rugby.
En 2018, le club est finaliste du Bouclier continental de rugby à XV, il se qualifie donc pour le Challenge européen 2018-2019.

## Palmarès
- Vainqueur de la Rugby Bundesliga en 1973, 1976, 1986, 2010, 2011,  2012, 2013, 2014, 2015, 2017 et 2018
- Vainqueur de l'European Rugby Club Championship en 2012
- Finaliste de la Coupe de la mer du Nord en 2012

## Joueurs emblématiques
- Hans Botzong
- K. Hübsch
- K. Loos

## Anciens entraîneurs
- Aurel Barbu